# Muddy
Muddy – wieś w Stanach Zjednoczonych, w stanie Illinois, w hrabstwie Saline.